# Rua Líbero Badaró

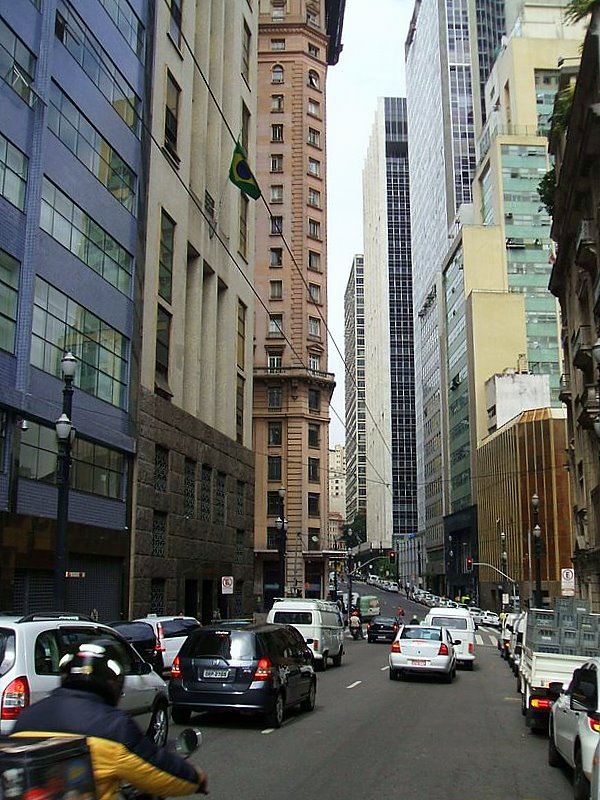
Trecho da Rua Líbero Badaró

Rua Líbero Badaró é uma importante via localizada  no distrito da Sé, no centro  da cidade de São Paulo, no Brasil. Antiga Rua Nova de São José, tem início no Largo de São Francisco e termina no Largo São Bento, onde situa-se o Mosteiro de São Bento.
Faz esquina com a Rua José Bonifácio, com a Praça do Patriarca, com a Rua Dr. Falcão Filho, com o Viaduto do Chá, com a Rua Dr. Miguel Couto e a Avenida São João.

## Histórico
Denominação é homenagem a Giovanni Battista Libero Badarò (Laigueglia, 1798 — São Paulo, 1830), jornalista, político e médico italiano radicado no Brasil, assassinado na rua, onde residia, por motivos políticos. Foram moradores ilustres: Amador Rodrigues de Lacerda Jordão, barão de São João do Rio Claro (1857), Joaquim José dos Santos Silva, barão de Itapetininga (1873) e Francisco Xavier Paes de Barros, barão de Tatuí (1887). 
Abrigou o Hotel Carlton, que era frequentado pelos intelectuais modernistas no início do século XX.

Rua Libero Badaró (1931)

O escritor Oswald de Andrade montou na Rua Líbero Badaró, 67, no 3º andar, uma “garçonière”, uma espécie de clube de intelectuais frequentado, entre outros, por Mário de Andrade, Guilherme de Almeida, Ribeiro Couto e Di Cavalcanti.
Abrigou também o Othon Palace Hotel, um símbolo da hotelaria de luxo da capital de São Paulo, fundado em 1954, por ocasião da comemoração dos 400 anos da cidade. Com a degradação do centro histórico, a partir dos anos de 1970, os hóspedes deram preferência a novos endereços, e foi fechado. Declarado de utilidade pública, e localizado próximo à Prefeitura Municipal, foi cogitado seu aproveitamento para abrigar órgãos públicos municipais. Seu processo de desapropriação foi interrompido, na gestão do prefeito Kassab, quando aconteceu sua ocupação por grupo de invasores sem-teto, aguardando futura decisão.
Nela encontram-se os históricos Edifício Sampaio Moreira e o Edifício Conde de Prates, que faz frente para a Prefeitura de São Paulo, tendo sua entrada principal na Rua Líbero Badaró, além de outra pelo Vale do Anhangabaú.